# HTC Touch Viva
De HTC Touch Viva is een smartphone die geproduceerd is door HTC. Het toestel is sinds oktober 2008 te koop.

## Specificaties
De volgende specificaties zijn te vinden op de website van de fabrikant:
- Schermgrootte: 2,8"
- Screenresolutie: 320 x 240
- Invoer: touchscreen en knoppen
- Batterij: 1100 mAh
- Gesprekstijd: 480 minuten
- Standbytijd: 270 hours
- Camera: 2,0 megapixel
- Processor: Texas Instruments OMAP 850 (201 MHz)
- ROM: 256 MB
- RAM: 128 MB
- Extern geheugen: microSD-slot
- Besturingssysteem: Windows Mobile 6.1 Professional
- Wifi (802.11b/g)
- Bluetooth 2.0 + EDR & A2DP
- Aansluiting: Mini USB (HTC ExtUSB)
- Grootte: 104,5 x 59 x 15,75 mm
- Gewicht: 110 gram